# لو میهن
جیمز لو میهن (انگلیسی: James Lew Meehan؛ ‏ ۷ سپتامبر ۱۸۹۰ – ۱۰ اوت ۱۹۵۱) بازیگر اهل ایالات متحده آمریکا بود.
از فیلم‌هایی که وی در آن‌ها نقش داشته است، می‌توان به سیزده زن، سیمارون، ماه نو، تهدید، لرد جیم و غرب هات‌داگ اشاره نمود.